# Aamby Valley City
Aamby Valley City is een Indiase stad met een oppervlakte van 10.600 hectare, gebouwd als gated community door de Indiase Sahara Ontwikkelingsmaatschappij in het district Pune in de Indiase deelstaat Maharashtra. De stad ligt op ongeveer 23 km afstand van Lonavala, 87 km van de stad Pune en 120 km afstand van de stad Mumbai. De stad ligt aan de weg van Lonavala, heeft een eigen vliegveld en een vliegverbinding met Mumbai. Het regenseizoen is van juni tot september. Er valt dan gemiddeld 4000 mm regen.

## Galerij

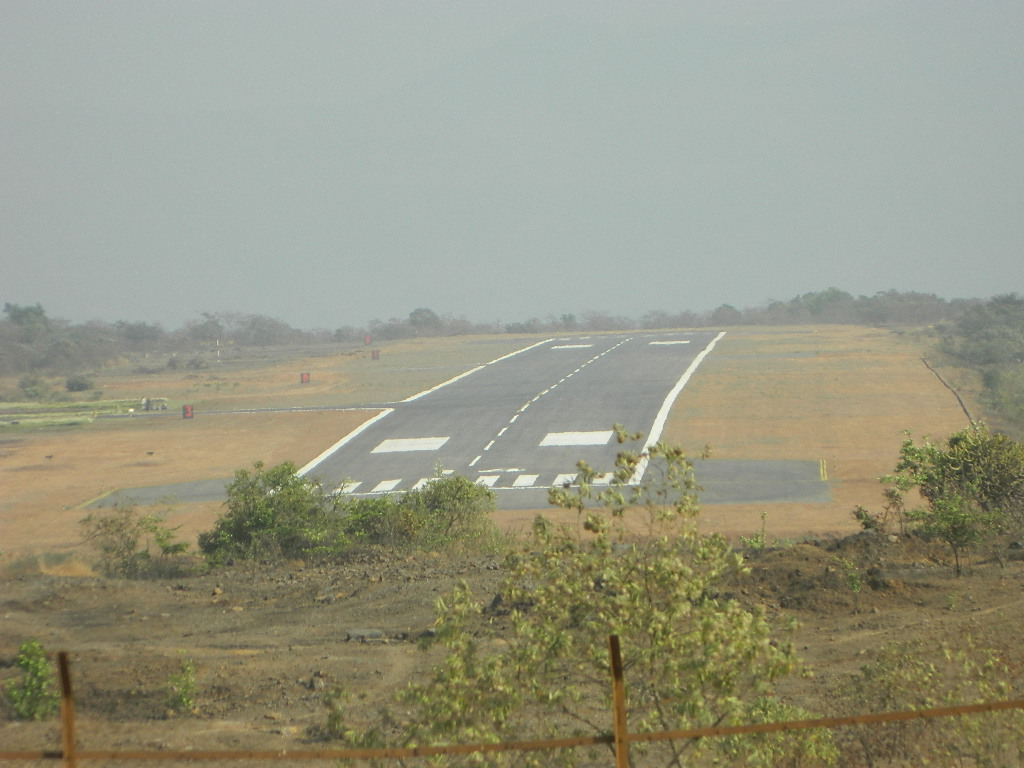
landingsbaan in Aamby Valley
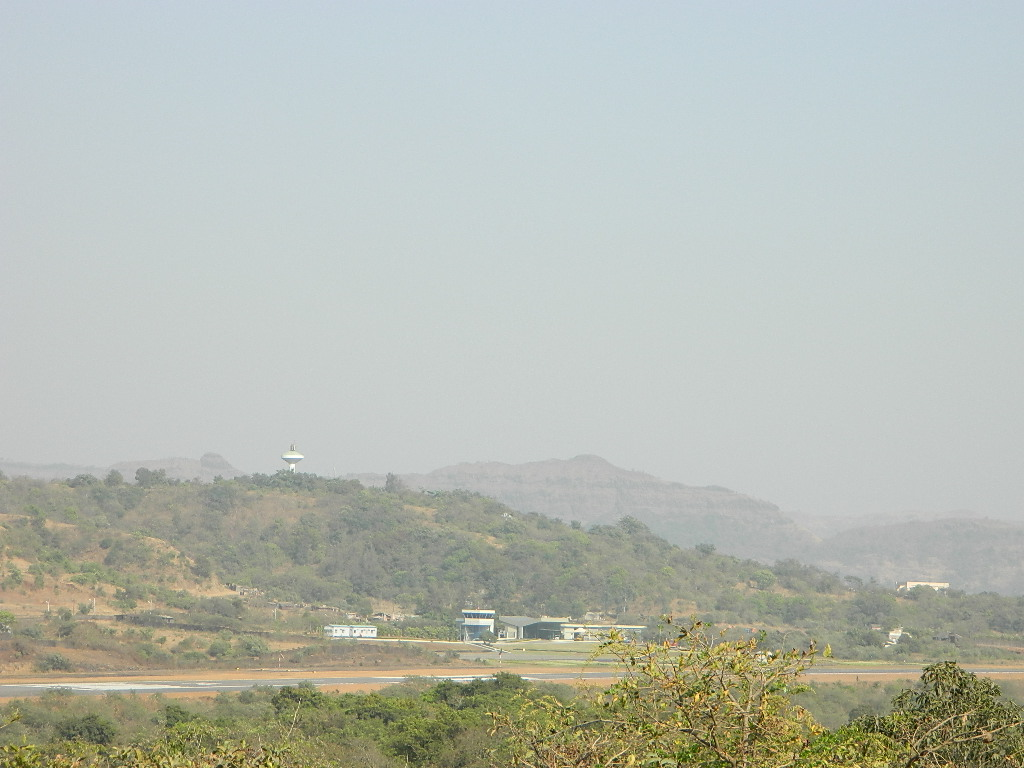
Vliegveld van Aamby Valley
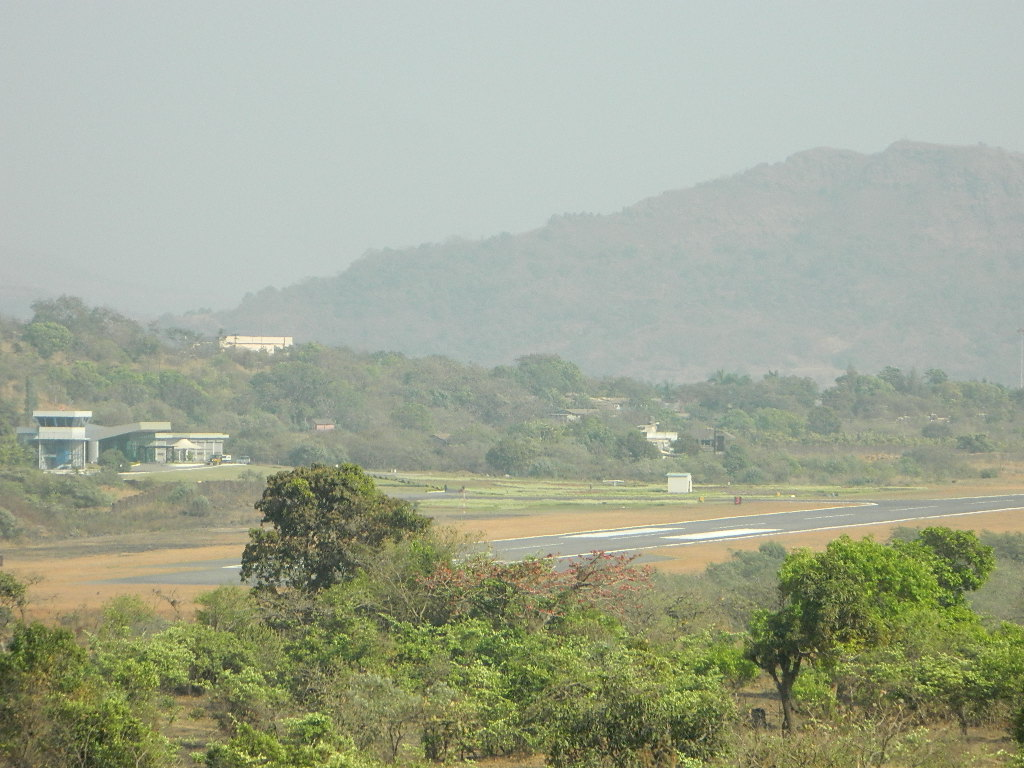
Vliegveld van Aamby Valley